# 约阿希姆·伯克拉尔

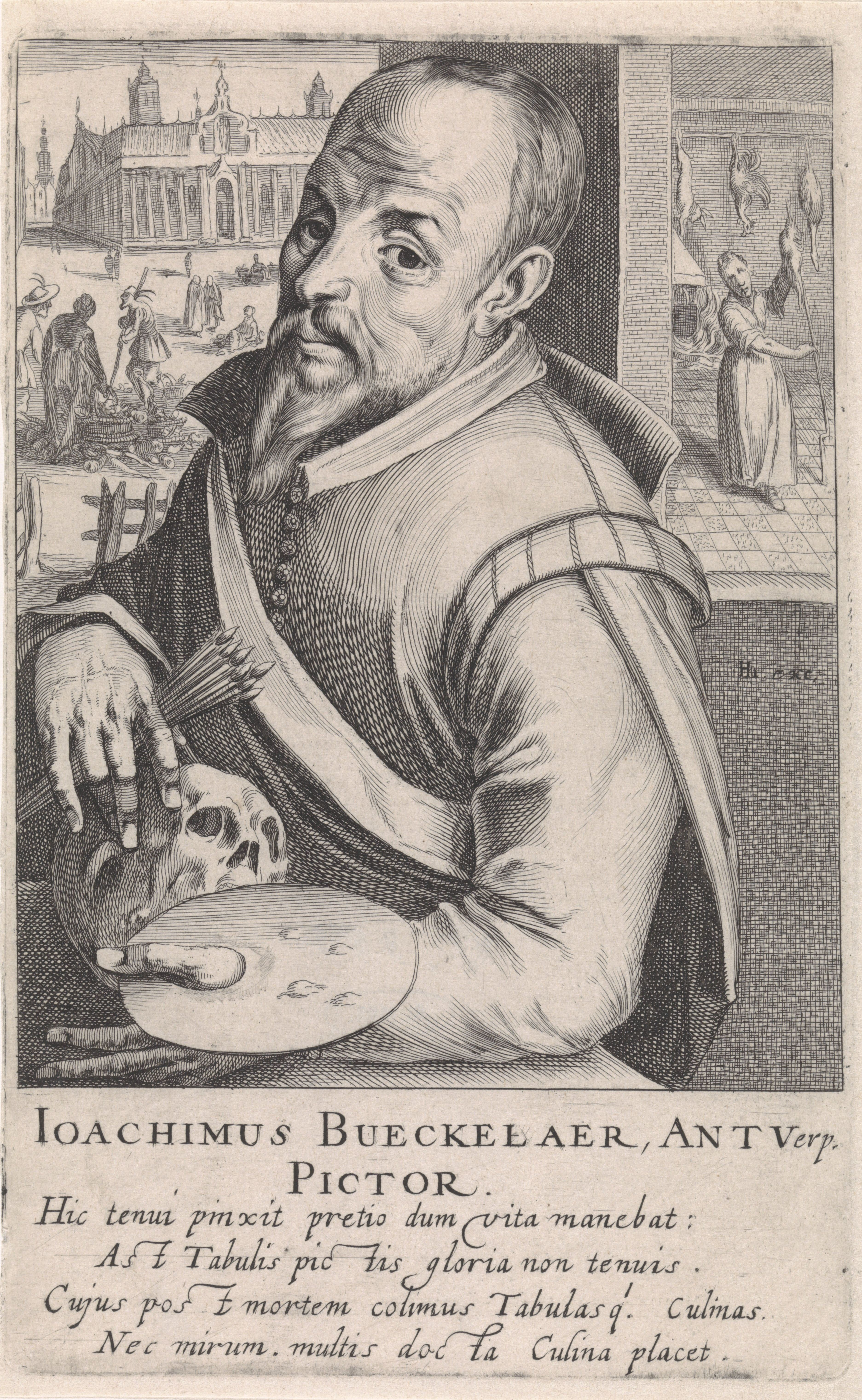
约阿希姆·伯克拉尔

约阿希姆·伯克拉尔（荷蘭語：Joachim Beuckelaer；约1533年—约1570/4年）是一位弗拉芒画家，他主要畫的是市场与厨房场景，他对食物和家用物品的描绘尤为精细。他为市场与厨房场景类绘画的发展做出的的贡献对欧洲北部以及意大利和西班牙的静物画的发展产生了很大影响。他也曾画过主体为静物，不带人物的画作。他还为其他画家（如安东尼斯·莫尔）的作品追加过陪衬物或给人物追加过衣物。